# Григорьев, Дмитрий Сергеевич
Дми́трий Серге́евич Григо́рьев (род. 21 августа 1992 года, Москва, Россия) — российский пловец — паралимпиец. Многократный призёр летних Паралимпийских игр 2012, заслуженный мастер спорта России по плаванию среди спортсменов с поражением опорно-двигательного аппарата (ПОДА).

## Биография
Дмитрий Григорьев родился в Москве 21 августа 1992 года. В школьные годы врачи обнаружили у Дмитрия небольшую доброкачественную опухоль на ноге — ангиому. Тогда было принято решение провести операцию по её удалению. При проведении операции врачи случайно прижгли нерв, удаляя ангиому, в результате этого Дмитрий стал хуже контролировать ногу, а мышцы на ноге начинали атрофироваться. Вскоре ему предложили заниматься плаванием в оздоровительной группе, а немного позже — попробовать силы в спортивном плавании. Через некоторое время Дмитрий выиграл чемпионат Москвы, а затем и чемпионат России. Отобрался в сборную и начал постепенно выступать на международном уровне: чемпионаты Европы, следом чемпионат мира и, наконец, XIV Паралимпийские игры. Дмитрий — многократный рекордсмен и чемпион России, двукратный серебряный и бронзовый призёр Паралимпийских игр (2012), рекордсмен Европы, серебряный и бронзовый призёр чемпионата Европы в 2011 году, заслуженный мастер спорта России. Первым тренером была Моргунова Марина Олеговна. В настоящее время тренируется под руководством Щелочкова Александра Анатольевича. Выпускник кафедры Теории и методики Адаптивной физической культуры РГУФКСМиТ (2018), специализация — Адаптивное физическое воспитание.

## Спортивная карьера
Зелёным выделены участия в финальных заплывах

### Личные дистанции
| 2012 | Паралимпийские игры | Лондон |           |           |   |         |              |   |             |
| 2012 | Паралимпийские игры | Лондон | 5 (24.61) | 6 (54.33) | — | (56.89) | 15 (1:19.34) | — | 9 (2:18.91) |

### Командные дистанции
| 2010 | Чемпионат мира      | Эйндховен |           |              |
| 2010 | Чемпионат мира      | Эйндховен | 8 (DNS)   | —            |
| 2012 | Паралимпийские игры | Лондон    |           |              |
| 2012 | Паралимпийские игры | Лондон    | (3:52.93) | (Q)          |
| 2013 | Чемпионат мира      | Монреаль  |           |              |
| 2013 | Чемпионат мира      | Монреаль  | (3:52.92) | (4:10.30)    |
| 2015 | Чемпионат мира      | Глазго    |           |              |
| 2015 | Чемпионат мира      | Глазго    | —         | (4:06.09) WR |
| 2015 | Всемирные игры      | Сочи      |           |              |
| 2015 | Всемирные игры      | Сочи      | (3:57,60) | (4:23.15)    |
| 2016 | Чемпионат Европы    | Фуншал    |           |              |
| 2016 | Чемпионат Европы    | Фуншал    | (3:52.44) | (4:10.60)    |

## Награды и звания
- Медаль ордена «За заслуги перед Отечеством» II степени (10 сентября 2012 года) — за большой вклад в развитие физической культуры и спорта, высокие спортивные достижения на XIV Паралимпийских летних играх 2012 года в городе Лондоне (Великобритания)[4].
- Почётная грамота Президента Российской Федерации (19 сентября 2016 года) — за большой вклад в развитие физической культуры и спорта, высокие спортивные достижения[5].
- Заслуженный мастер спорта России (5 октября 2012 года)[6].
- Мастер спорта России международного класса (16 марта 2012 года)[7].
- Мастер спорта России (21 мая 2010 года)[8].